# Josette Bynum
Josette Bynum, detta Josie (Minneapolis, 11 settembre 1977), è una wrestler statunitense, meglio conosciuta per il suo stint nella Total Nonstop Action Wrestling con il ring name Sojournor Bolt (o Sojo Bolt).

## Personaggio

### Mosse finali
- Diving neckbreaker
- Dreadlock (Single leg Boston crab)
- Gory bomb - TNA
- Pop, Lock And Drop (Spinning spinebuster)

### Wrestler assistiti
- The Kongtourage (Awesome Kong, Raisha Saeed e Rhaka Khan)
- Taryn Shay
- Epiphany
- The Family (Rob Terry, Jessie Godderz, Rudy Switchblade e Mohamad Ali Vaez)
- Flash Flanagan

### Musiche d'ingresso
- "Girlfriend" di Dale Oliver (TNA)
- "I Hate The 1 I Luv The Most" (Instrumental) di Dale Oliver (TNA)
- "I Hate The 1 I Luv The Most" (Lyrical) di Dale Oliver (TNA)
- "Enemy" dei Sevendust (OVW)
- "Hate Me Now" di Nas (OVW)
- "Bad Romance" di Lady Gaga (OVW)

## Titoli e riconoscimenti
- 3X Wrestling
  - 3XW Women's Championship (1)
- Coast to Coast Wrestling Association
  - Coast to Coast Women's Championship (1)
- Midwest Intensity Wrestling
  - MIW Women's Championship (1)
- National Wrestling Alliance
  - NWA Midwest Women's Championship (1)
- Ohio Valley Wrestling
  - OVW Women's Championship (7)
  - Queen of OVW (2010)
- Pro Wrestling Illustrated
  - 24º tra le 50 migliori wrestler di sesso femminile nella PWI Female 50 (2009)
- Ultimate Championship Wrestling
  - UCW-AWA Women's Championship (1)
- World League Wrestling
  - WLW Ladies Championship (2)
- Xtreme Bombshells Women
  - XBW Women's Championship (1)